# Лейтес, Лев Семёнович
Лев Семёнович Лейтес (род. 11 февраля 1927, Днепропетровск) — инженер, специалист в области эксплуатации оборудования телецентров. Являлся старейшим сотрудником Московского телецентра (МТЦ) на Шаболовке, а затем Телевизионного технического центра (ТТЦ) в Останкине (работал на телевидении с 16 февраля 1949 вплоть до 2017 года, когда ему исполнилось 90 лет). Брат Натана Семёновича Лейтеса.

## Биография
Лев Семёнович Лейтес родился 11 февраля 1927 года, в Днепропетровске. Позже семья переехала в Москву.
В военные годы с 1941 по 1944 был с семьёй в эвакуации в Узбекистане (в Ташкенте, затем в Ходжейли), где продолжил учёбу в русскоязычных школах. В летние каникулы в городе Ходжейли работал на хлопкоочистительном заводе — занимался учётом поступающего на очистку хлопка. Ярким впечатлением было то, что хлопок поставлялся на телегах, запряжённых верблюдами.
В 1944 году поступил в Московский институт инженеров связи на радиофакультет. В 1949 году окончил институт с красным дипломом и в том же году, ещё будучи студентом пятого курса института, пришёл работать на Московский телевизионный центр (МТЦ). Под руководством главного инженера МТЦ С. В. Новаковского участвовал в создании первой в мире двухкамерной (на передающих трубках типа суперортикон) передвижной ТВ станции (ПТС) в стандарте 625 строк. Совместно с разработчиками участвовал в испытании новых типов передающих трубок типа суперортикон в реальных условиях передач ПТС.
В конце 1949 года стал начальником ПТС. Свыше двадцати лет был одним из основоположников создания и развития технических средств внестудийного ТВ-вещания в Москве. В тесном сотрудничестве с главными инженерами МТЦ и ТТЦ А. М. Варбанским и В. С. Красулиным, а также с ведущими сотрудниками телецентров: Л. И. Бухман, Л. С. Львовым, М. А. Сальман, И. А. Мусатовым и др. — осуществлял техническое руководство ведением первых в стране трансляций по телевидению футбольных матчей со стадионов «Динамо» и «Лужники», других спортивных состязаний, различных фестивалей, спектаклей и заседаний из Большого театра, торжественных заседаний из Колонного зала Дома Союзов, военных парадов и демонстраций трудящихся с Красной площади, встреч на Красной площади космонавтов после завершения их полётов, трансляций визитов советских делегаций за рубеж и государственных деятелей из зарубежных стран в Москву, показа впервые по телевидению видимой части поверхности Луны с большим увеличением через телескоп Государственного астрономического института им. П. К. Штернберга (1963).

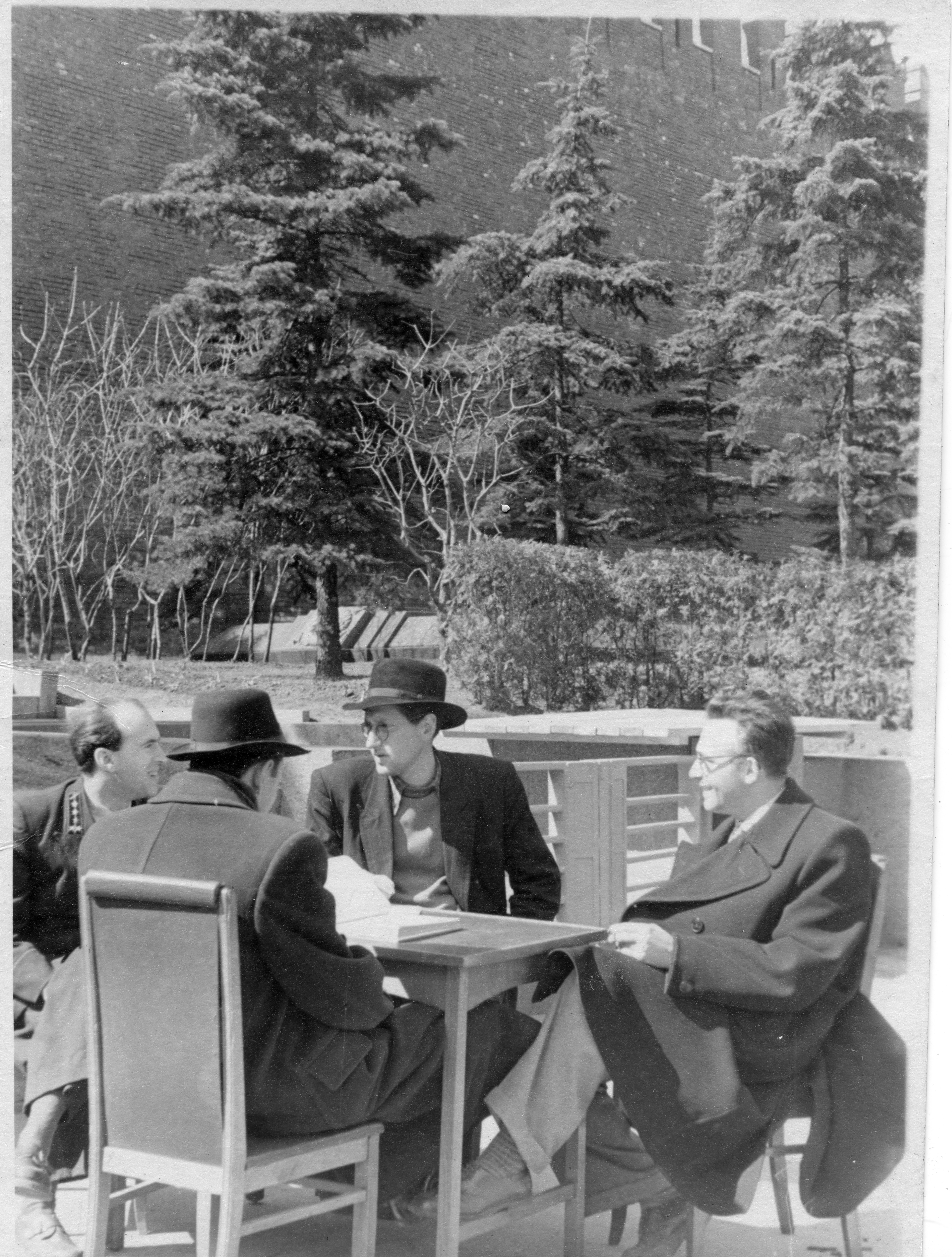
Конец апреля 1956 г. Заседание на Красной Площади приёмной комиссии ПТС-52 разработки НИИ-380 (после распада СССР именуется НИИТ) перед первой в истории ТВ трансляцией с Красной Площади военного парада и демонстрации трудящихся 1 Мая (справа налево): председатель приёмной комиссии начальник отдела ТВ Минсвязи М. И. Кривошеев, ведущий специалист НИИ-380 В. А. Давлианидзе, главный инженер МТЦ А. М. Варбанский, начальник ПТС МТЦ Л. С. Лейтес.

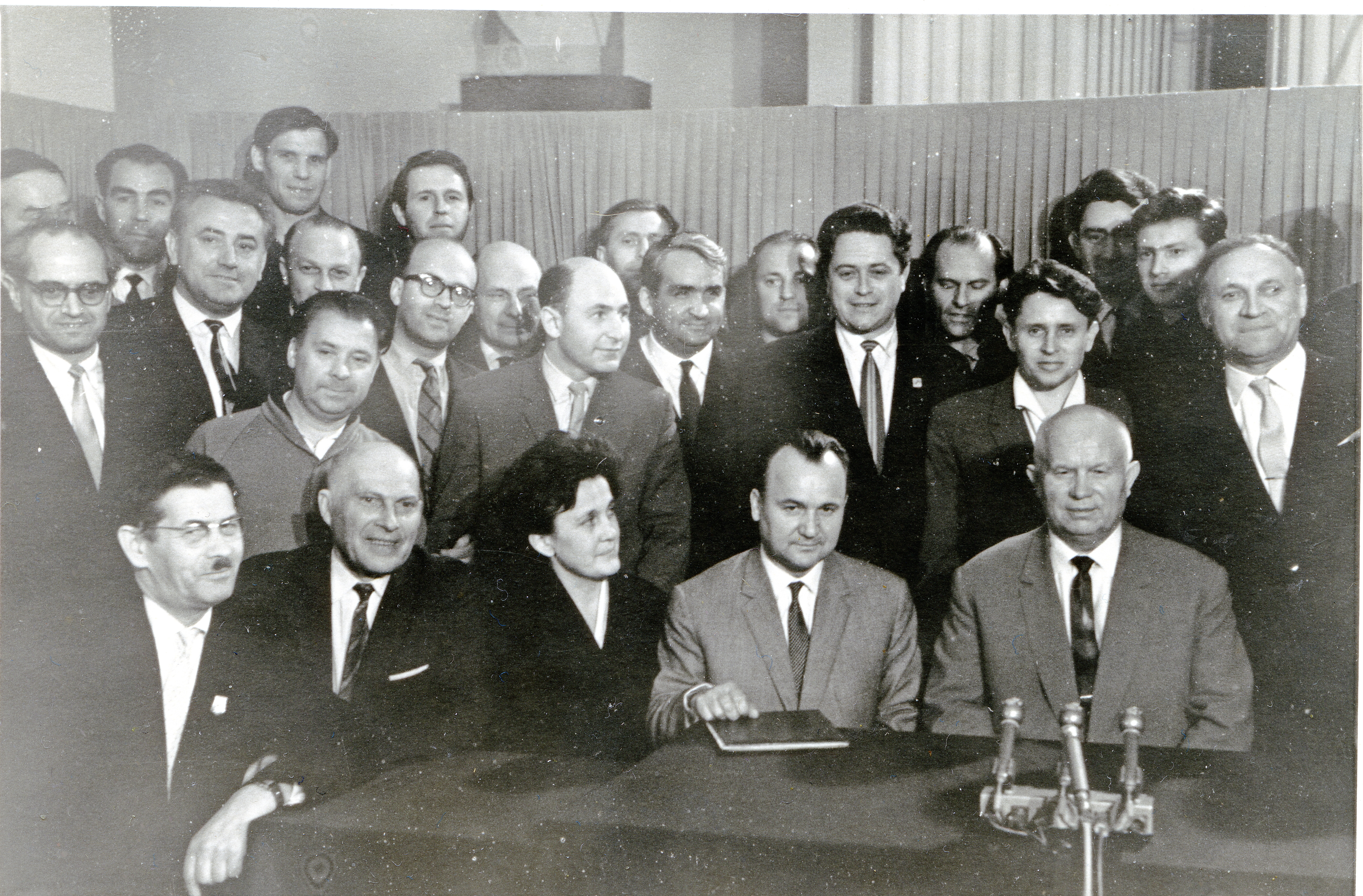
Групповое фото на приёме в Кремле с Н. С. Хрущёвым, начало 1960-х. Л. С. Лейтес в третьем ряду, четвёртый слева.

С 1960 — первый начальник отдела ПТС МТЦ. В 1967 участвовал в создании Центра передвижных технических средств телевидения (ЦПТСТ) во Владыкине, в том же году назначен главным инженером ЦПТСТ. В 1970—1976 гг. возглавлял службу технологического инженерного обеспечения ТТЦ. В конце декабря 1973 г. прибыл в Республику Куба в качестве руководителя ПТС ТТЦ для подготовки к предстоящему визиту Л. И. Брежнева. Телевизионные трансляции во время визита, продолжавшегося с 28 января по 3 февраля 1974 г., проводились совместно с передающей космической установкой НИИР (руководитель Л. Я. Кантор).
В 1976—1983 гг. — начальник ремонтной службы ТТЦ. В 1983—2007 гг. — главный специалист по технологии звукового сопровождения в отделе главного технолога ТТЦ. С конца 90-х и в начале 2000-х годов работу совмещал с преподаванием курса «Техника и технология ТВ-вещания» на факультетах журналистики в Гуманитарном институте телевидения и радиовещания имени М. А. Литовчина (ГИТР), Российском государственном гуманитарном университете (РРГУ) и его филиале (г. Жуковский, Московская обл.). С 2007 по 2017 гг. сотрудник службы главного технолога ТТЦ (занимался развитием технологии формирования стереофонического звука для телевизионных программ). Участвовал в создании музея телевизионного искусства на ТТЦ.
В общей сложности опубликовал 140 статей, книг и справочников по технике и истории отечественного ТВ-вещания. Некоторые из них размещены на сайте «виртуального компьютерного музея» (см. информацию на сайте). Всего опубликовано 9 книг и справочников (одна книга в соавторстве), 100 статей в журналах (19 - в соавторстве) и 31 статья в Российской еврейской энциклопедии. При написании ТВ-справочников учитывал советы коллег, прежде всего всемирно известного учёного М. И. Кривошеева (чьё имя в 2019 году присвоено Научно-исследовательскому институту радио).

В детстве, в довоенные школьные годы увлекался игрой на бильярде (летом в подмосковном доме отдыха адвокатов под Звенигородом занял второе место в турнире для взрослых с призом в виде перочинного ножа в виде башмачка). 

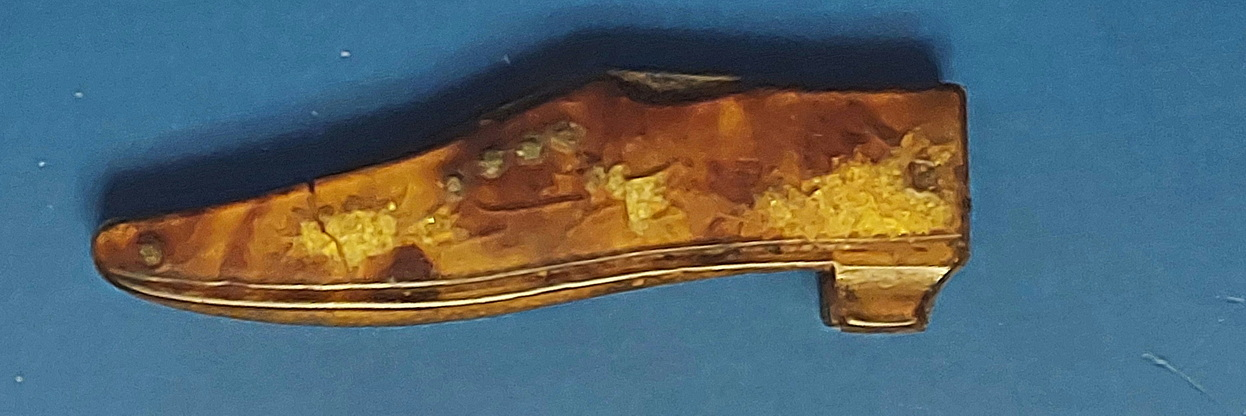
Ножик в виде башмачка — приз юного бильярдиста Лёвы Лейтеса

А в зрелом и пожилом возрасте увлекался игрой в бадминтон: играл на самодельных спортплощадках в районе подмосковной станции Раздоры, участвовал в любительском турнире по бадминтону в категории для пожилых игроков в парном разряде с М. И. Кривошеевым (правда, проиграли в первой же игре); увлёк этой игрой своего младшего сына. Многие годы увлекался фотографированием (на Кубе снимал уникальные оранжереи цветов), собрал большую коллекцию отечественных и зарубежных почтовых марок. Также коллекционировал обитателей морских глубин: в частности, на Кубе приобрёл редкие экземпляры ставницы длиной 25 см. и рыбы-ежа.

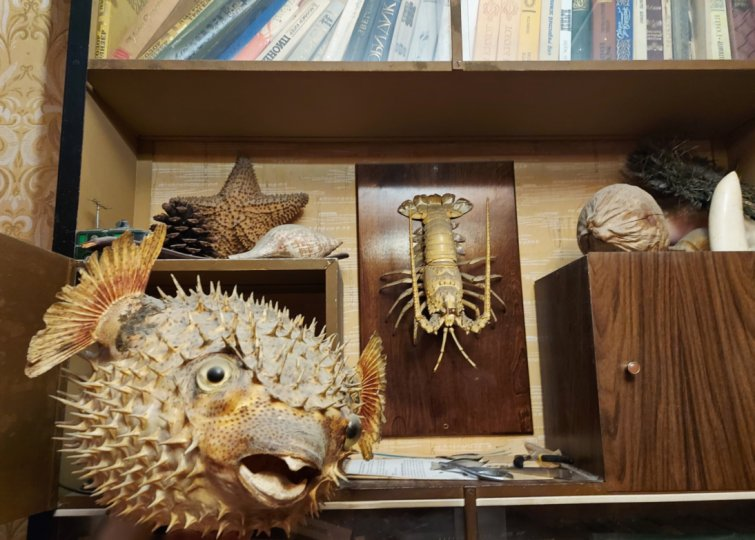
Коллекция морских обитателей Л. С. Лейтеса

## Семья
Отец — Семён Натанович Лейтес (1888—1943), адвокат.
Мать — Татьяна (Туба) Лазаревна Лейтес (в девичестве Аркина, 1892—1970), стоматолог.
Брат — Натан Семёнович Лейтес (1918—2013), советский и российский психолог, психофизиолог, доктор психологических наук, профессор.
Сестра Дора Семёновна Лейтес (1913—1959), художник по текстильным изделиям.
Жена Лейтес (в девичестве Маргулис) Татьяна Давидовна (1939—1990),
инженер в области органической химии.
Двое сыновей: Александр Львович Лейтес (р. 1974) и Владимир Львович Лейтес (р. 1975).

## Награды и премии
- Нагрудный знак «Почётный радист СССР» (1958 г.).
- Орден «Знак Почёта» (1974 г.) — за обеспечение техническими средствами ПТС ТТЦ телевизионных трансляций во время визита Л. И. Брежнева в Республику Куба в начале 1974 г.
- Медаль «Ветеран труда» (1988 г.).

## Основные труды
- «Техника телевизионного вещания» (раздел «Телевизионная техника для внестудийного вещания») (1958 г.)
- Учебник для техникумов связи «Техника телевизионного вещания» (1963 г.)
- «Аппаратура формирования сигнала чёрно-белого телевидения» (1970 г.)
- Справочники «Развитие техники ТВ-вещания в России» (2005 г.), переработанные и дополненные: «2-изд. (2008 г.), 3-е изд. (2012 г.)»
- «Очерки истории отечественного телевидения» (2015 г.), «2-изд. к 50-летию Телецентра Останкино (2017 г.)»
- Справочник «Телевидение России: знаменательные факты, научно-техническая библиография, биографии известных учёных и специалистов техники телевидения» (2017 г.)

Избранные статьи:

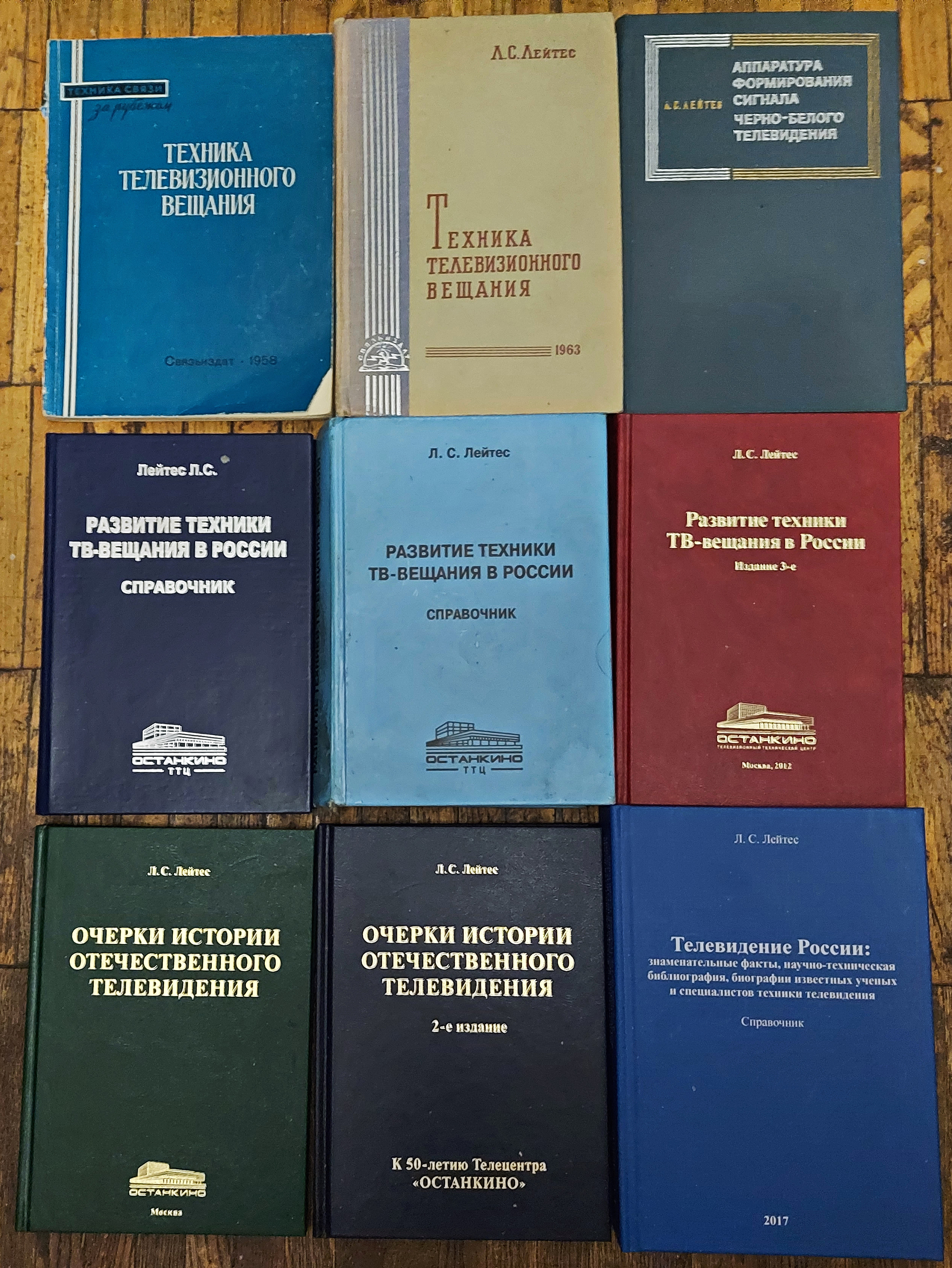
Книги Л. С. Лейтеса

- Опыт эксплуатации передвижной телевизионной станции. / Журнал «Вестник связи», 1952 г. N. 2 °C. 15-16
- Особенности построения технологических схем проведения внестудийных видеозаписей со стереозвуком. / Журнал «ТКТ», 1989 г. N4 С. 49-54 (в соавторстве Иванова О. А., Колосков Е. Г., Мелихов В. В., Шепелев Ю. В.)
- Очерки истории становления и развития технических средств отечественного внестудийного ТВ-вещания. / Журнал «ТКТ», 1992 г. N12. C. 58-67, ч. 1; 1993 г. N2. C.63-70, ч. 2.
- К 50-летию внестудийного ТВ-вещания в стандарте 625 строк. / Журнал «ТКТ», 1999 г. N8. C. 84-87 (в соавторстве Львов Л. С.)
- Первая ПТС в стандарте 625. / Журнал «ТелеЦентр». 2004 г. N.4. C. 5-6.
- Красная Площадь. Первые телеэфиры праздничных торжеств. / Журнал «ТелеЦентр», 2004—2005 гг., декабрь-январь. N.6. C. 52-53.
- Первые телевизионные передачи из Государственного академического Большого театра. / Журнал «625», 2005 г. N8. C. 86-88.
- Использование Шуховской башни для внестудийного телевизионного вещания. / Журнал «Mediavision», 2012 г., март. С. 69-70.